# Forsthof (Neuburg an der Donau)

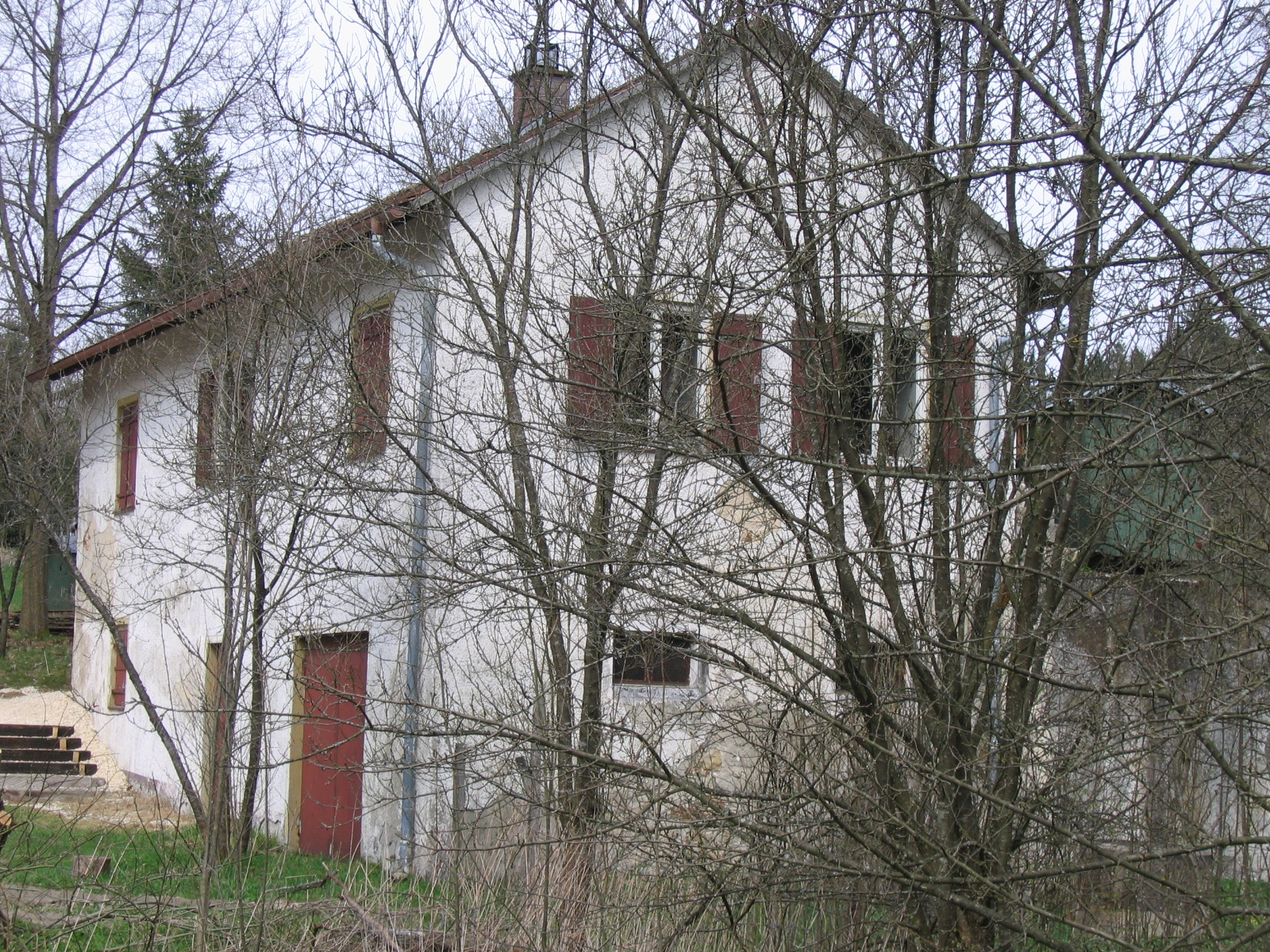
Ein Gebäuderest vom einstigen Forsthof

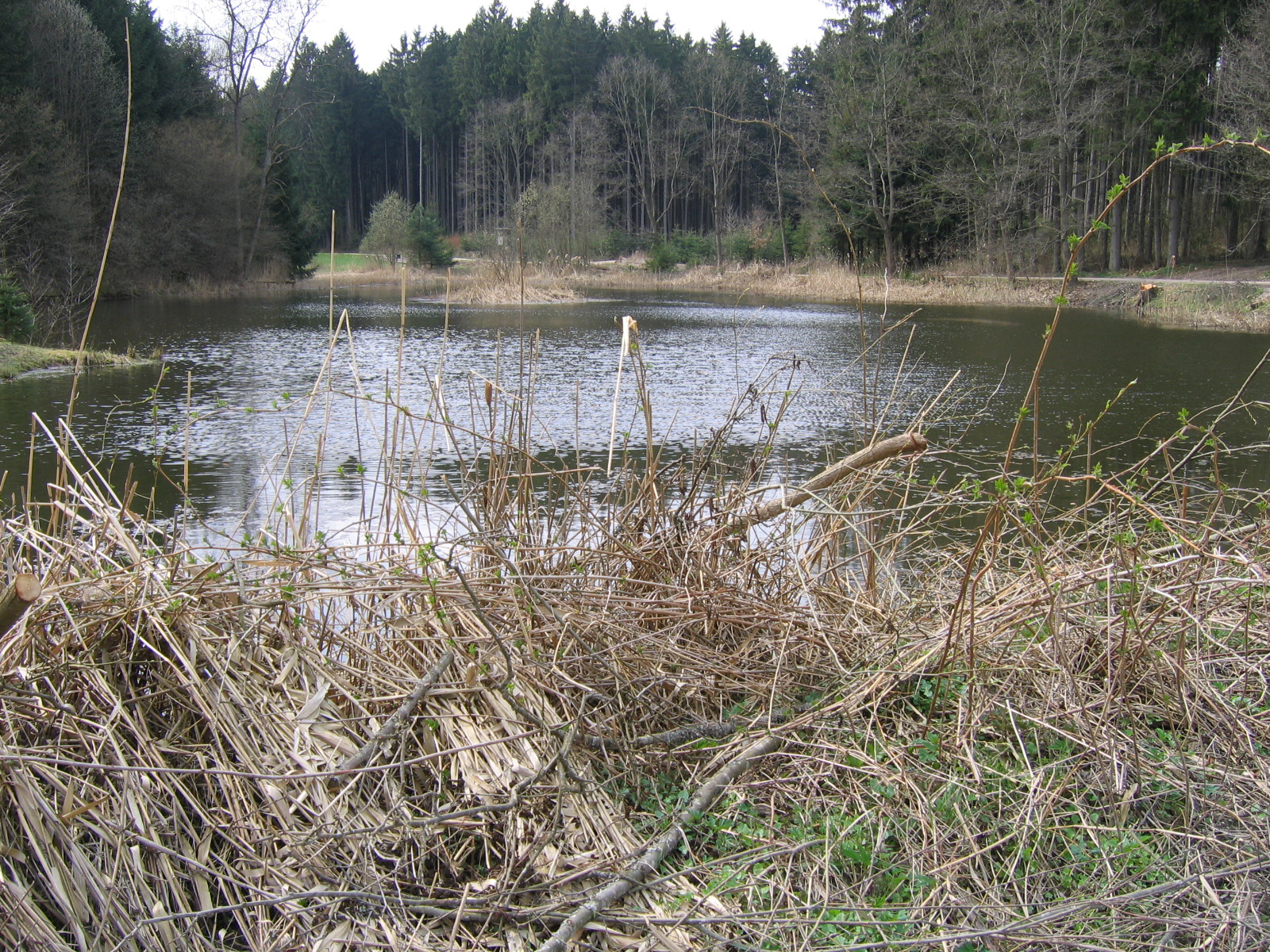
Der Forsthofweiher

Forsthof ist ein Stadtteil von Neuburg an der Donau in Oberbayern im Landkreis Neuburg-Schrobenhausen. Dabei handelt es sich auch um die letzten vorhandenen Überreste des abgegangenen Dorfs Forst und des landwirtschaftlichen Gehöfts, amtlich jetzt bezeichnet als Forsthaus. Es gehört heute zur Gemarkung Bergen.

## Lage
Er liegt im Naturpark Altmühltal etwa 2 km südlich von Bergen in einer Waldlichtung 5 km nordwestlich von Neuburg. Westlich des Forsthofs befindet sich der etwa 250 Meter lange Forsthofweiher.

## Geschichte
Bis Mitte des 15. Jahrhunderts gab es hier 48 Lehenshöfe. Der Grund und Boden wurde gegen Naturalien und Dienstleistungen verliehen. Ritter Püttrich aus Reichertshausen war damals der Besitzer. Aus einer Urkunde geht hervor, dass er den Forsthof im Jahre 1405 an das Benediktinerinnenkloster in Bergen bei Neuburg veräußerte.
Die Nonnen bewirtschafteten das Areal erfolgreich mit eigener Schäferei und über tausend Schafen, deren Produkte der Selbstversorgung des Klosters dienten. Im Jahre 1449 ist in einer Urkunde die Rede von einem verödeten Dorf. Die Gründe des Niederganges sind unbekannt. Es wird vermutet, dass im Kriegsgewirr zwischen Ludwig dem Bärtigen von Bayern-Ingolstadt und seinem Sohn Ludwig dem Buckligen 1443 vieles zerstört wurde. Lediglich der Forsthof soll erhalten geblieben sein. Während des Dreißigjährigen Krieges lebten hier die Jesuiten. Sie machten aus dem Forsthof eine Bildungsanstalt und bewirteten Seminaristen. Die Schweden beraubten und plünderten den Hof mehrmals und steckten das Gebäude in Brand. 1674 kam es zu Streitigkeiten um den Forsthof. Das Benediktinerinnenkloster beanspruchte das Areal als ihren Besitz, die Jesuiten forderten als Ablösung 4.000 Gulden. Es kam zu einer 18-jährigen Auseinandersetzung. Papst Innozenz XII. wurde eingeschaltet und musste Verhandlungen führen. Erst nach einem Entscheid durch den Papst 1692 konnte Pfennigmeister Nikolaus Müller den Forsthof an die Jesuiten übergeben. Die Jesuiten erbauten 1711 ein Tusculum, erweiterten und verschönten den Hof und errichteten ein Refektorium mit einer Kapelle. Der Forsthof wurde eine Erholungs- und Genesungsstätte für die Patres und ein Ferienaufenthalt für Seminaristen.
In der Folgezeit wechselte mehrmals der Besitzer. Papst Klemens XIV. löste den Jesuitenorden auf und die Malteser übernahmen den Besitz. 1827 kaufte der Mennonit Christian Oesch den Forsthof und machte ihn zum Hauptsitz von 19 Mennonitenfamilien, die verstreut in Neuburg, Ingolstadt, Eichstätt und Rain wohnten. 1889 wurde der Forsthof versteigert, weil er überschuldet war. Das Königliche Studienseminar erwarb ihn für 11.300 Mark. Nach dem letzten Weltkrieg waren die Heimatvertriebenen hier die letzten Bewohner. 1969 war das Gebäude in einem maroden Zustand und wurde abgebrochen.
Heute ist es ein riesiges Waldareal, das vom Studienseminar in Neuburg bewirtschaftet wird.
Nur noch ein kleiner Gebäudetrakt, der den Waldarbeitern dient, sowie der alte, mittlerweile vom Wald überwucherte, und nur noch Ortskundigen bekannte Mennoniten-Friedhof, erinnert an den einstigen Forsthof.